# Cyphostemma cryptoglandulosum
Cyphostemma cryptoglandulosum är en vinväxtart som beskrevs av B. Verdcourt. Cyphostemma cryptoglandulosum ingår i släktet Cyphostemma och familjen vinväxter. Inga underarter finns listade i Catalogue of Life.